# المر (دهانه)
المر یک دهانه برخوردی در ماه‌ است.